# Tetraethylgermanium
Tetraethylgermanium ist eine chemische Verbindung aus der Gruppe der organischen Germaniumverbindungen und hat die Konstitutionsformel Ge(C2H5)4.

## Gewinnung und Darstellung
Über die erste Synthese von Tetraethylgermanium durch Reaktion von Diethylzink mit Germaniumtetrachlorid wurde 1887 von Clemens Winkler berichtet.
{\displaystyle \mathrm {GeCl_{4}+2\ Zn(C_{2}H_{5})_{2}\longrightarrow Ge(C_{2}H_{5})_{4}+2\ ZnCl_{2}} }

## Eigenschaften
Tetraethylgermanium ist eine entzündliche, farblose, ölige Flüssigkeit, mit einem an leichte Paraffinkohlenwasserstoffe erinnernden Geruch. Es löst sich schlecht in Wasser aber gut und ohne Zersetzung in verschiedenen organischen Lösungsmitteln.

## Verwendung
Tetraethylgermanium wird zur Herstellung von Dünnschichten in der Halbleiterindustrie verwendet. Durch Reaktion mit Germanium(IV)-chlorid kann Diethylgermaniumdichlorid gewonnen werden.